# Connemarski narodni park
Connemarski narodni park (irsko Páirc Naisiúnta Chonamara) je eden od šestih narodnih parkov v Republiki Irski, ki jih upravlja National Parks and Wildlife Service, oddelek za umetnost, dediščino na irsko govorečih območjih. Je na zahodu Irske v grofiji Galway.

## Zgodovina
Narodni park je bil ustanovljen in odprt za javnost leta 1980. Ima 2957 hektarjev hribov, barij, resav, travnikov in gozdov. Vhod je na  clifdenski strani iz vasi Letterfrack, v kateri je središče za obiskovalce. V parku je veliko ostankov človeške civilizacije, kot so grobišče iz 19. stoletja in 4000-letne megalitske kraljeve grobnice. Velik del območja je bil včasih del nekdanjega samostana Kylemore.

## Okolje

### Rastlinstvo
Zahodno nizko barje in resava sta najpogostejša vegetacija narodnega parka. Barja so v vlažnih okoljih na nižjih legah, medtem ko so šotišča v suhem gorskem ozračju. Vijolična močvirska trava (Molinia) je najbolj razširjena rastlina, ki ustvarja pisano pokrajino po vsej deželi. Mesojede rastline igrajo pomembno vlogo v parkovnem ekosistemu, najpogostejši sta rosika (Drosera) in mastnica (Pinguicula). Barja imajo zelo malo hranil, zato rastline dobijo energijo od prebave insektov. Druge pogoste rastline so ušivec (Pedicularis), ozkolistni munec (Eriophorum angustifolium), grebenuša (Polygala), Narthecium ossifragum, kukavičevke in voščena mirika (Myrica gale) z različnimi lišaji in mahovi.

### Živalstvo
Narodni park je znan po številnih pticah. Običajne ptice pevke so travniške cipe (Anthus pratensis), škrjanci, evropska repaljščica (Saxicola rubicola), ščinkavci (Fringilla coelebs), taščica in stržek. Avtohtone ptice so postovka, skobec mali sokol in sokol selec, ki so manj pogoste. Pozimi priletijo selivke: sloka (Scolopax rusticola), kozica (Gallinago gallinago), škorec (Sturnus vulgaris), cikovt (Turdus philomelos), carar (Turdus viscivorus), drozg (Turdus iliacus), brinovka (Turdus pilaris), v hribih živijo gorske koze (Turdus pilaris).
Sesalci so redkejši. Poljske miši so pogoste v gozdovih, medtem ko so kunci, lisice, velika podlasica, rovke in netopirji ponoči pogosto opaženi v barjih. Tudi navadni jeleni so nekoč živeli tu, vendar so izginili pred približno 150 leti. Ponovno so jih želeli naseliti in ustanovili čredo.  Danes je največji sesalec v parku connemarski poni. 